# Таджикский государственный педагогический университет имени С. Айни

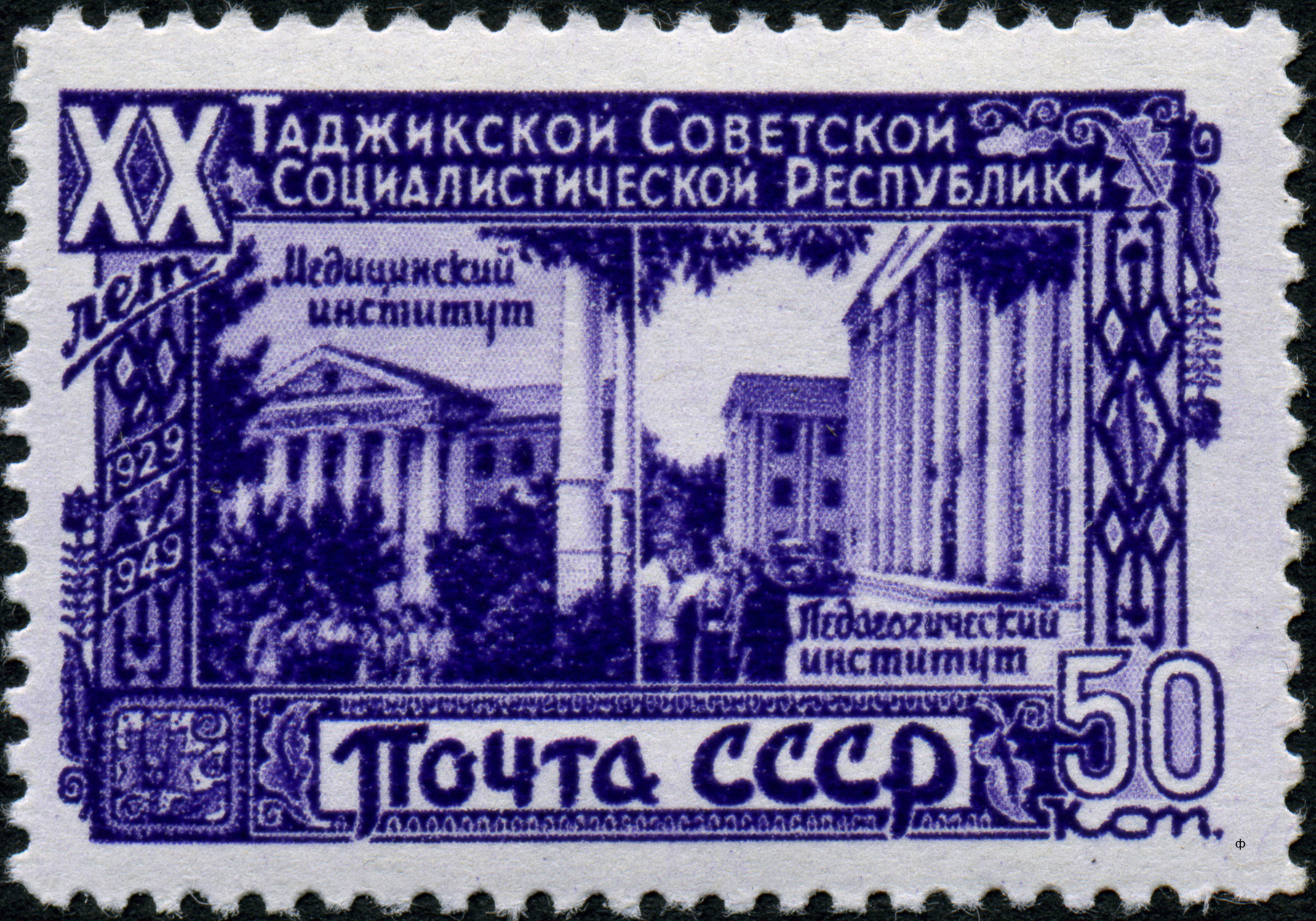
Мединститут и пединститут, Сталинабад, 20 лет Таджикской ССР, Марка Союза ССР

Таджикский государственный педагогический университет имени Садриддина Айни (тадж. Донишгоҳи давлатии омӯзгории Тоҷикистон ба номи С. Айнӣ) — именное (имени С. Айни) высшее учебное заведение Республики Таджикистан. 
Таджикский государственный педагогический университет расположен в городе Душанбе. Пользуется статусом государственного высшего учебного профессионального заведения Республики Таджикистан. ТГПУ им. С. Айни находится под ведомством Министерства образования Республики Таджикистан. Университет является одним из головных вузов Республики Таджикистан, который в основном готовит учителей и воспитателей для системы образования республики. Обучение студентов в вузе осуществляется по 34 специальностям. В 2012 году в ТГПУ обучалось более 8 000 студентов и работало 585 преподавателей.

## История
ТГПУ им. С. Айни образован в 1931 году в Таджикской ССР. Первоначальные названия вуза — Сталинабадский педагогический институт, чуть позже Душанбинский педагогический институт имени Т. Г. Шевченко. За время своего существования Таджикский государственный педагогический университет превратился в крупное высшее учебное заведение республики с большим количеством высококвалифицированных научно-педагогических кадров, успешно сочетающих учебно-воспитательную, научно-исследовательскую и научно-методическую работу.
Педуниверситет имеет научно-технический потенциал (более 30 докторов наук, профессоров, 125 кандидатов наук, доцентов), которые занимаются не только педагогической деятельностью, но и успешно проводят фундаментальные исследования, руководят работой аспирантов и докторантов.
С 1936 года на базе вуза существует аспирантура, а с 1961 года — докторантура по различным направлениям. Большая работа проводится по подготовке кандидатов наук. Многие выпускники аспирантуры, защитив кандидатские диссертации, а некоторые и докторские, работают в научных учреждениях и высших учебных заведениях республики и за её пределами.
С 1978 года по 2004 год при вузе был создан и функционировал Диссертационный совет по защите докторских работ по специальности 13.00.01 — общая педагогика, история педагогики и образования (педагогические науки), председателем которого являлся академик АПН СССР, доктор педагогических наук, профессор Обидов И. О. В процессе действия совета в нём успешно защищено 18 докторских и 115 кандидатских диссертаций.
В 2007 году Таджикскому государственному педагогическому университету присвоено имя великого таджикского писателя Садриддина Айни.
Студенты ТГПУ ежегодно участвуют в республиканских межвузовских олимпиадах и различных конкурсах и мероприятиях. 
В 2014 году на 13 факультетах дневного и заочного отделений обучались свыше 11 000 студентов. Университет готовит специалистов для общеобразовательных школ по 48 специальностям.

## Структура Университета
В структуру университета входят 11 факультетов:
- Таджикской филологии
- Русского языка и литературы
- Иностранных языков
- Исторический
- Математический
- Педагогический
- Химический
- Географический
- Биологический
- Технологии и предпринимательства
- Физический

Учебный процесс в ТГПУ сегодня осуществляется на основе государственных стандартов образования по гибким учебным планам. Студенты имеют возможность, при необходимости, продолжить обучение в любом профильном (по направлениям подготовки) вузе СНГ. Первый уровень подготовки студентов осуществляется со сроком обучения в два года и соответствует фундаментальной подготовке специалистов (неполное высшее образование); второй уровень — со сроком обучения 4 года (бакалавр, полное высшее образование); третий уровень — со сроком обучения 5 лет (магистр, полное высшее образование). Подготовка специалистов в ТГПУ осуществляется и по традиционной схеме подготовки — с нормативным сроком 5 лет (специалист — учитель, полное высшее образование).